# Промниці (гміна Червонак)
Промниці (пол. Promnice, нім. Premnitz) — село в Польщі, у гміні Червонак Познанського повіту Великопольського воєводства.
Населення — 862 особи (2011).
У 1975-1998 роках село належало до Познанського воєводства.

## Демографія
Демографічна структура станом на 31 березня 2011 року:
|          | Загалом | Допрацездатний вік | Працездатний вік | Постпрацездатний вік |
| -------- | ------- | ------------------ | ---------------- | -------------------- |
| Чоловіки | 438     | 103                | 308              | 27                   |
| Жінки    | 424     | 100                | 269              | 55                   |
| Разом    | 862     | 203                | 577              | 82                   |